# Leopold Strobl
Leopold Strobl (* 1960 in Mistelbach) ist ein österreichischer bildender Künstler.

## Leben und Werk
Leopold Strobl interessierte sich bereits in seiner Jugend für Kunst. Nach dem Gymnasium arbeitete er zehn Jahre bei der Gemeinde Poysdorf in Niederösterreich. Aufgrund einer psychischen Erkrankung war es Leopold Strobl nicht weiter möglich, einer geregelten Arbeit nachzugehen. Seither widmet er sich gänzlich seinem künstlerischen Schaffen. Ab 2002 ist er ständiger Gast im offenen Studioprogramm des Art/Brut Centers Gugging.
Leopold Strobl fertigt kleinformatige Bilder. Als Arbeitsmaterial verwendet er meistens Ausschnitte von Fotos aus Zeitungen, oft aus Kirchenblättern. Diese klebt er auf Zeichenpapier und überarbeitet sie flächig mit Farbstiften in den drei Farben schwarz, grün und gelb. Zuerst übermalt er Abbildungen, die ihn stören, mit schwarzen Flächen. Dann färbt er den Himmel grün. Er zeichnet um alle Bilder schwarze Rahmen und rundet die Ecken ab. Seine Motive stellen meistens Landschaften und Bauwerke dar. Mit Bleistift signiert Strobl die Bilder auf der Rückseite mit seinem Namen und einem von Strahlen umgebenen Kreuz, das von einem Herz umschlossen wird. Strobl macht täglich eine Zeichnung.
Werke von Leopold Strobl befinden sich in privaten und öffentlichen Sammlungen, z. B. in der Kunstsammlung Niederösterreich, im Bundesministerium, in der Collection abcd/Bruno Decharme in Frankreich, in der Sammlung Steinke in Wien, in der Treger Saint Silvestre Art Brut Collection in Portugal, im Museum of Modern Art in New York City. Die Zeichnungen Strobls werden auf internationalen Ausstellungen gezeigt, 2024 unter anderem auf der Art Paris. Für die Werkschau gugging.! classic & contemporary UPDATE stellt das Museum Gugging 2024 Strobl einen eigenen Raum zur Präsentation von 45 Arbeiten zur Verfügung. Zur Art Paris wird die Zeitung Strobl Daily in einer Auflage von 10.000 Stück herausgegeben.
2024 werden Arbeiten Strobls auf der 60. Biennale di Venezia in der von Adriano Pedrosa kuratierten Schau Stranieri Ovunque - Foreigners Everywhere gezeigt.
Leopold Strobl ist verheiratet und Vater eines Sohnes. Er lebt und arbeitet in Poysdorf und Kritzendorf.

## Ausstellungen (Auswahl)
- 2016: lokomotiven unter grünem himmel, Leopold Strobl und Leoš Wertheimer, Galerie Gugging, Maria Gugging[8]
- 2020: überdrüber..., gemeinsam mit Arnulf Rainer, Galerie Gugging[9]
- 2020: One, Galerie Ricco Marcesa, New York[10]
- 2024: gugging.! classic & contemporary UPDATE, Museum Gugging (Beteiligung)
- 2024: fantastische orte.! walla | strobl | vondal | fink, Museum Gugging
- 2024: Art Paris (Beteiligung)
- 2024: Stranieri Ovunque - Foreigners Everywhere, Biennale di Venezia (Beteiligung), Venedig[11]